# Pterolophia postscutellaris
Pterolophia postscutellaris là một loài bọ cánh cứng trong họ Cerambycidae.